# Gnaphosa oligerae
Gnaphosa oligerae är en spindelart som beskrevs av Vladimir I. Ovtsharenko och Norman I. Platnick 1998. Gnaphosa oligerae ingår i släktet Gnaphosa och familjen plattbuksspindlar. Inga underarter finns listade i Catalogue of Life.